# Christine Feza
 Christine Feza Motema , né à Mbandaka le 21 juillet 1979, est une femme politique de la République démocratique du Congo et députée nationale, élue de la circonscription de Lukunga dans la ville province de Kinshasa,,,.

## Biographie
Christine Feza Motema est né à Mbandaka le 21 juillet 1979, élue députée nationale dans la circonscription électorale de Lukunga dans ville province de Kinshasa, elle est membre du groupement politique AA/a.